# Beaulieu-sur-Oudon
Beaulieu-sur-Oudon é uma comuna francesa na região administrativa da Pays de la Loire, no departamento de Mayenne. Estende-se por uma área de 19,73 km². Em 2010 a comuna tinha 532 habitantes (densidade: 27 hab./km²).